# Винецкая, Мария
Мария Винецкая (англ. Maria Winetzkaja, урождённая Мария Вольфовна Клейнер; 22 февраля 1889, Кишинёв, Бессарабская губерния — 22 мая 1956, Нью-Йорк) — американская оперная и камерная певица (меццо-сопрано).
Родилась в семье синагогального кантора Вольфа Клейнера и Ноэми Немеровой в Кишинёве и была седьмой из десятерых детей (из которых  шестеро были девочками). Рано проявила музыкальные способности и в возрасте десяти лет выиграла стипендию для обучения в консерватории. Через год после Кишинёвского погрома, в 1904 году, вся семья перебралась в США. В 1913 году Мария окончила Институт музыкальных искусств в Нью-Йорке по классу вокала Матьи фон Ниссен-Стоун и в 1917 году дебютировала в Бостонском оперном театре. В качестве сценического имени использовала исходную фамилию мужа (Винецкий). В 1917—1918 годах она была ведущей меццо-сопрано в Boston National Grand Opera Company, в 1919—1921 годах — выступала в Центральной и Южной Америке с Bracale Opera Company. Впоследствии выступала в Puccini Opera Company (Филадельфия) и в нью-йоркских New York Grand Opera и Cosmopolitan Opera.
Наиболее известны её партии в операх «Кармен» и «Самсон и Делила». После завершения оперной карьеры, преподавала в Джулиардской школе. Выступала с камерными программами.
Муж (с 1909 года) — инженер и изобретатель Шай Арон Винетт (Schai Winett, 1879—1942); сыновья — Ральф (1915) и Джордж (1923).